# Olga Kovalkova
Olga Aleksándrovna Kovalkova (en ruso: О́льга Алекса́ндровна Ковалько́ва; en bielorruso: В́ольга Алякса́ндраўна Кавалько́ва; Minsk, 26 de enero de 1984) es una abogada, política, politóloga y activista bielorrusa y miembro del presídium del Consejo de Coordinación de Bielorrusia formado en agosto de 2020 por la candidata presidencial Sviatlana Tsijanóuskaya con el fin de coordinar una transición del poder político en Bielorrusia tras las protestas bielorrusas de 2020 que siguieron a las elecciones presidenciales de Bielorrusia. En la actualidad se encuentra fuera del país tras haber sido detenida y amenazada en caso de que permaneciera en Bielorrusia, según su propio testimonio.

## Biografía
Nació el 26 de enero de 1984 en Minsk. Estudió derecho en la Academia del Ministerio del Interior de la República de Bielorrusia y se graduó en 2006. En 2005, se licenció como contable en el Instituto Republicano de Estudios Avanzados y Recapacitación de Personal y se licenció en Ciencia Política en la Escuela de Estudios Políticos de Europa del Este.
De 2004 a 2008, trabajó en las administraciones de distrito de Minsk, luego como abogada, presidenta y contadora en jefe en cooperativas de consumidores de construcción de viviendas, en 2011-2014, como profesora en el Instituto de Estudios Avanzados.

### Trayectoria política
Desde 2011, es miembro del partido no registrado “Democracia Cristiana Bielorrusa”.
El 12 de febrero de 2020, Olga Kovalkova anunció su intención de participar en las elecciones presidenciales en Bielorrusia.
Participó en las primarias, que comenzaron el 27 de marzo de 2020 y finalizaron el 30 de abril. El objetivo de la convocatoria buscar una candidatura única de la oposición. Kovalkova obtuvo 1.073 votos y ocupó el tercer lugar.
En agosto de 2020, Olga fue elegida como uno de los miembros del presidium del Consejo de Coordinación de Bielorrusia con el objetivo de coordinar una transición de poder político del presidente Aleksandr Lukashenko, quien afirmó haber ganado las elecciones presidenciales bielorrusas por abrumadora mayoría que se celebró el 9 de agosto. 2020. Olga Kovalkova también se desempeñó como representante de Sviatlana Tsijanóuskaya durante la formación del consejo.

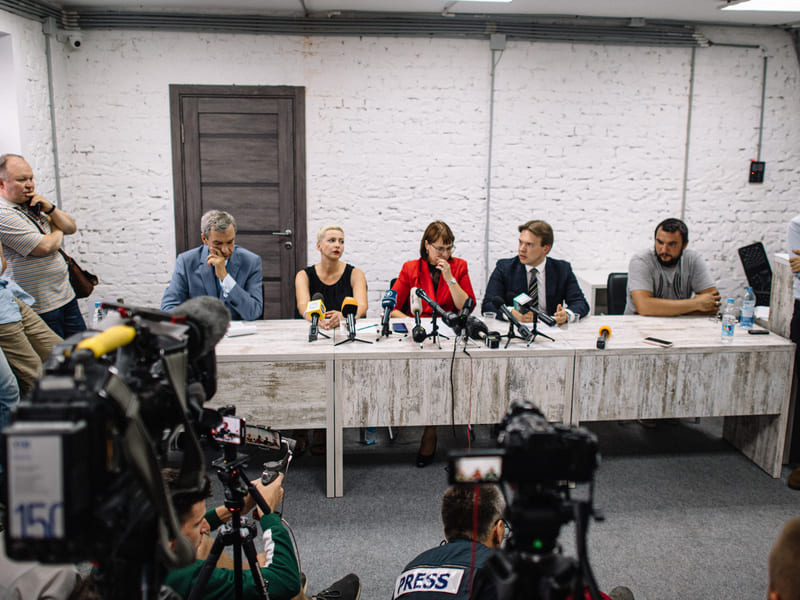
Primera conferencia de prensa del Consejo de Coordinación realizada el 18 de agosto en el marco de las protestas en Bielorrusia de 2020. De izda. a dcha.: Pável Latushko, María Kolésnikova, Olga Kovalkova, Maksim Znak y Serguéi Dylevski.

El 24 de agosto de 2020, Olga y el sindicalista Serguéi Dylevski fueron detenidos por los servicios de seguridad fuera de una fábrica estatal donde habían acudido para apoyar a los trabajadores en huelga en la fábrica de Planta de Tractores de Minsk. Fue condenada a diez días de prisión al día siguiente.
El 5 de septiembre de 2020, Kovalkova fue sacada de prisión y llevada por los servicios de seguridad de Bielorrusia, el KGB, directamente en un auto desde la cárcel hasta la frontera con Polonia y luego liberada entre los puestos fronterizos bielorruso y polaco, según declaró la líder en una conferencia de prensa en Varsovia. Kovalkova informó que las autoridades bielorrusas la advirtieron de que volvería a ser detenida si no abandonaba el país.
En marzo de 2023, Kovalkova fue condenada a 12 años de prisión en ausencia. Tijanóvskaya y varios otros líderes de las protestas de 2020 fueron condenados en ausencia el mismo día.